# Phi Nga
Phi Nga (27 tháng 7 năm 1935 – 27 tháng 11 năm 1985) là một nữ diễn viên điện ảnh Việt Nam, nổi tiếng từ những thập niên 60, 70 của thế kỷ 20. Bà được nhà nước Việt Nam trao tặng danh hiệu Nghệ sĩ ưu tú.

## Cuộc đời
Phi Nga tên đầy đủ là Vũ Phi Nga, sinh ngày 27 tháng 7 năm 1935 tại Sài Gòn, đến năm 1954 thì tập kết ra Bắc. Bà được xem là một trong các nữ diễn viên điện ảnh Việt Nam được công chúng biết đến sớm nhất khi được chọn vào vai chính cho bộ phim Chung một dòng sông, bộ phim truyện đầu tiên của Điện ảnh cách mạng Việt Nam. Đây cũng là vai diễn đầu tiên của bà. Mặc dù chưa có kinh nghiệm diễn xuất nhưng vai diễn được đánh giá là truyền cảm và sinh động này của Phi Nga đã bộc lộ được khả năng diễn xuất của bà.
Năm 1959, sau khi Trường Điện ảnh Việt Nam thành lập, bà là một trong những thành viên của lớp diễn viên điện ảnh khóa 1 cùng với Kim Chi, Lịch Du, Trà Giang. Sau đó, bà tiếp tục có được thành công với vai vợ thuyền trưởng Tơm trong Biển gọi, mẹ Lành trong Vĩ tuyến 17 ngày và đêm. Lối diễn của Phi Nga được đánh giá là giản dị, chân chất, không cường điệu, nhưng đạt hiệu quả nghệ thuật sâu và có sức truyền cảm, là lối diễn ít có trong nền điện ảnh Việt Nam. Với khả năng và kinh nghiệm qua nhiều bộ phim, bà trở thành giảng viên tại Trường Điện ảnh.
Vai mẹ Lành trong Vĩ tuyến 17 ngày và đêm là vai cuối cùng Phi Nga tham gia đóng phim nhựa vì sức khỏe bà càng lúc càng yếu vì bệnh tim. Sau đó bà bị tai biến mạch máu não và mất vào ngày 27 tháng 11 năm 1985 sau 10 năm chống chọi với bệnh.

## Tác phẩm
| Năm  | Tên phim                | Vai diễn | Đạo diễn                                | Chú         | Nguồn         |
| ---- | ----------------------- | -------- | --------------------------------------- | ----------- | ------------- |
| 1959 | Chung một dòng sông     | Hoài     | NSND Hồng Nghi, NSND Phạm Kỳ Nam        | [ a ] [ b ] | [ 8 ] [ 9 ]   |
| 1960 | Vật kỷ niệm             | Chị Tư   | NSND Hồng Nghi, NSND Phạm Kỳ Nam        |             | [ 10 ]        |
| 1962 | Một ngày đầu thu        | Bác sĩ   | Huy Vân                                 |             |               |
| 1965 | Trên vĩ tuyến 17        | Vợ Việt  | NSƯT Lý Thái Bảo, Nguyễn Nhất Hiên      | [ c ]       | [ 11 ]        |
| 1966 | Nguyễn Văn Trỗi         | Châu     | NSND Bùi Đình Hạc                       | [ d ]       | [ 12 ]        |
| 1967 | Biển gọi                | Vợ Tơm   | NSƯT Nguyễn Tiến Lợi, Nguyễn Ngọc Trung | [ c ]       | [ 13 ] [ 14 ] |
| 1967 | Rừng O Thắm             |          | NSND Hải Ninh                           | [ c ]       |               |
| 1972 | Truyện vợ chồng anh Lực | Ngân     | NSND Trần Vũ                            | [ e ]       | [ 15 ] [ 16 ] |
| 1972 | Vĩ tuyến 17 ngày và đêm | Lành     | NSND Hải Ninh                           | [ f ]       | [ 17 ]        |

## Nhận xét
Đạo diễn, Nghệ sĩ nhân dân Hải Ninh từng nhận xét về Phi Nga:
“ Từ trước cách mạng, nước ta cũng đã có người đóng phim, chẳng hạn như Nguyễn Tuân trong phim Cánh đồng ma, nhưng phải đến Phi Nga trong Chung một dòng sông thì lần đầu tiên công chúng rộng rãi mới biết đến một diễn viên điện ảnh đích thực. Diễn xuất của Phi Nga ngay từ vai diễn đầu tiên đã rất "điện ảnh", nghĩa là rất tự nhiên, giản dị, sống động. Một người chưa qua bất kỳ lớp đào tạo diễn xuất nào trong điện ảnh, làm được thế thực là rất đáng quý. ”

## Đời tư
Chồng bà là đạo diễn, nhà biên kịch, họa sỹ, nhà thơ Phan Vũ. Cả hai quen biết nhau khi bà còn là phát thanh viên ở Đài phát thanh Nam Bộ. Năm 1952, Phan Vũ đang công tác tại Ban chấp hành Chi hội văn nghệ Nam Bộ. Khi đó ông dựng một vở kịch sân khấu và Phi Nga tham gia diễn xuất. Đến năm 1954, sau khi tập kết ra Bắc, hai người kết hôn. Trong lúc Phi Nga đang mang thai, Phan Vũ từng được cử sang học điện ảnh ở Liên Xô nhưng ông đã từ chối. Sau khi có hai người con (nhà báo Việt Nga và đạo diễn Phan Điền) thì Phan Vũ phát hiện bệnh tim của vợ. 10 năm cuối đời, khi Phi Nga bị tai biến mạch máu não, mọi sinh hoạt của bà đều do chồng chăm sóc. Sau khi Phi Nga qua đời, Phan Vũ dần chuyển từ đạo diễn sang làm họa sĩ. Hình ảnh của người vợ cũ thường xuyên xuất hiện trong nhiều tác phẩm của ông. Năm 1999, Phan Vũ tái hôn với người vợ sau là nhà báo Diễm Chi, vốn là đồng nghiệp của con gái ông là Việt Nga.